# 교황 펠라지오 1세
교황 펠라지오 1세(라틴어: Pelagius PP. I, 이탈리아어: Papa Pelagio I)는 제60대 교황(재위: 556년 4월 16일 - 561년 3월 4일))이다.

## 생애 초기
펠라지오는 로마의 귀족 가문에서 태어났다. 그의 아버지 요한은 이탈리아를 나눈 두 개의 행정구역 가운데 하나를 맡은 총독이었던 것으로 추정된다.

## 로마 교회의 외교관
펠라지오는 부제로 서품되어 교황 아가피토 1세가 콘스탄티노폴리스로 갈 때 동행하였으며, 그곳에서 콘스탄티노폴리스 주재 교황 대사로 임명되었다. 아가피토 1세는 펠라지오를 교황 대사로 임명한 뒤, 곧 콘스탄티노폴리스에서 선종하였다. 537년 3월 펠라지오는 로마로 돌아왔다. 그사이 아가피토 1세의 뒤를 이은 교황 실베리오가 물러나고 부제였던 비질리오가 교황이 되었다.
교황 비질리오가 유스티니아누스 1세 황제의 요청으로 콘스탄티노폴리스로 갔을 때에는 펠라지오가 로마에 남아서 교회를 돌보는 등 교황의 대리인 역할을 수행하였다. 이 때, 고트족의 왕 토틸라가 군대를 이끌고 로마를 봉쇄하였다. 펠라지오 1세는 기근에 시달리는 시민들을 위해 자신의 재산을 내놓았으며, 토틸라와 담판을 지어 공격을 멈추려고 하였다. 비록 그의 시도는 실패로 돌아갔지만, 546년 12월 토틸라가 로마를 수중에 넣었을 때 로마 시민들의 생명에는 지장이 없게 하였다. 토틸라는 유스티니아누스 1세와 평화 협상을 맺기 위해 펠라지오를 콘스탄티노폴리스로 파견하였다. 그러나 유스티니아누스 1세는 토틸라의 제안을 거부하고, 벨리사리우스 장군에게 이탈리아를 재정복하라는 명령을 내렸다. 펠라지오는 콘스탄티노폴리스에서 교황 비질리오와 합류하여 그를 보좌하였다.
전해지는 이야기에 따르면, 로마의 산티 아포스톨리 성당은 동고트 왕국을 무너뜨린 동로마 제국의 장군 나르세스의 승리를 기념하기 위해 펠라지오에 의해 세워져 축성되었다고 한다.

## 교황
555년 12월 23일 비질리오가 로마로 돌아가던 길에 시라쿠사에서 선종했다는 소식을 접한 펠라지오는 유스티니아누스 1세의 지지를 받아 로마로 돌아가서 교황으로 선출되었다. 교황의 부재기간 동안 로마 교회를 돌보던 사제 마레아스가 갑작스럽게 선종하자 나르세스가 서둘러서 펠라지오를 교황좌에 오르게 하였으나, 로마의 귀족들과 사제들은 환영하지 않았다. 교황이 되기 전에 그는 교회 안의 여러 가지 분파를 하나로 통합시키기 위해 삼장서를 비난한 유스티니아누스 1세의 정책에 반대하였지만, 나중에는 그의 정책을 수용하였다. 동로마 제국에 의존한 펠라지오 1세의 정책은 후임 교황들에게도 문제가 되어 향후 50년 간 교황으로 선출된 후에도 동로마 황제의 인준을 받아야만 교황으로서 완전한 권리를 행사할 수가 있었다. 이는 북이탈리아와 갈리아 그리고 서유럽의 다른 지역에서 교황의 권위와 위신을 떨어뜨리는 결과를 가져왔다.
한편, 펠라지오 1세는 재위 중 파괴된 로마를 재건하고, 조세법을 개정하여 빈민 구제에 힘썼다.